# Град Скопие
Град Скопие (на македонска литературна норма: Град Скопје) е отделна административно-териториална единица в Северна Македония. Тя е основната част на Скопския статистически регион, който включва много други по-малко урбанизирани и селски селища, някои от които са на около 35 км от центъра на самия град или дори граничат със съседно Косово. .
Създадена е със Закона за град Скопие от 16 август 2004 година. В самия закон административно-териториалната единица е наречена Град Скопие, подобно на Град Белград (със статут на окръг, т.е. над община) по административното деление на Сърбия от 1992 г.
Граничи със: община Чучер-Сандево (или Чучер) и Косово на север, общините Йегуновце и Желино на запад, Сопище и Студеничани на юг, Илинден (или Белимбегово), Петровец (или Ибрахимово) и Арачиново на изток.
Град Скопие включва 55 населени места: град Скопие – столицата на държавата, и 54 села. Съставен е от 10 градски общини:
- Аеродрум,
- Бутел,
- Гази Баба,
- Гьорче Петров,
- Карпош,
- Кисела вода,
- Сарай,
- Център,
- Чаир,
- Шуто Оризари.

Според данни от 2006 г. Скопският статистически регион има 668 518 жители. 
При преброяването от 2021 г. Град Скопие е с население 526 502 жители, а в Скопския статистически регион живеят 634 251 души. 
По брой на жителите най-голяма община е Аеродрум с 98 382 души, а най-малка е Шуто Оризари със 17 357 жители (2021). Според площта най-голяма община е Сарай с 229 km², а най-малка – Чаир с 3,5 km².